# Ignacio González Llubera
Ignacio González Llubera (Barcelona, 1893 - Cambridge, 21 de marzo de 1962), orientalista, filólogo y crítico literario español.

## Biografía
Se educó con los jesuitas de Barcelona y se licenció en filosofía y Letras en esta misma ciudad y en Madrid, en la rama de lenguas semíticas. Trabajó en el Centro de Estudios Históricos con Abraham S. Yahuda y perteneció a la Academia de Buenas Letras de Barcelona. Se interesó en especial en estudiar las literaturas medievales judeoespañola, judeocatalana y judeoportuguesa. Fue profesor de la Universidad de Queen en Belfast, Irlanda del Norte y entre sus discípulos, tuvo al hispanista Frank Pierce.

## Obras
Editó meticulosamente la Gramática de la lengua castellana (1492) de Antonio de Nebrija (Oxford, 1926); los Viajes de Benjamín de Tudela, 1160-1173 (Madrid, 1918); las Coplas de Yoçef (1935) y los Proverbios morales de Sem Tob (1948) y preparó estudios y ediciones de diversas obras de don Juan Manuel: El libro de los estados y el Libro de las armas. , 
- Datos: Q5913277